# Gretty Rubinstein
Gretty Rubinstein, geborene Grete Rotman (* 4. Juni 1947 in Piatra Neamț, Rumänien; † 14. Oktober 2001 in Jerusalem) war eine rumänisch-israelische Malerin, Grafikerin und Illustratorin.

## Leben
Sie wurde als Grete Rotman geboren, wanderte 1964 nach Israel aus und war mit dem israelischen Historiker Shimon Rubinstein verheiratet, der 1941 in Bârlad, Rumänien, geboren war und seit 1950 in Israel lebte. Gretty Rubinstein starb im Oktober 2001.

## Kunst
Sie war ein Wunderkind in der Malerei und gewann Preise für Kunst von Kindern in London und Paris, studierte zunächst an der Școala de artă Nicolae Grigorescu in Bukarest und ab 1964 an der Bezalel-Akademie für Kunst und Design in Jerusalem, wo sie einen Preis für ihre Abschlussarbeit erhielt. Zahlreiche weitere Auszeichnungen folgten und viele Einzel- und Gruppenausstellungen. Unter anderem nahm sie 1972 an der Biennale für Graphik in Florenz teil. Sie erhielt 1988 in New York einen Preis für hervorragendes Zeichnen. Sie schuf Illustrationen für zahlreiche Bücher, zum Beispiel zu dem Buch ihres Mannes über die Katastrophe der Struma (Schiff) und für mehrere Bücher ihres Freundes Mircea Barnaure.
Stilistisch malte sie mal in einem ironischen Neo-Renaissancestil mal mehr expressionistisch Porträts, Allegorien, Genreszenen aus dem Judentum und Erotisches.